# El libro blanco (Frágil)
El libro blanco (Frágil) es un poemario de Delmira Agustini (1886-1914) publicado en 1907 en Montevideo, ciudad natal de la escritora. Es un poemario escrito en su etapa de formación, por lo que muchas de las composiciones seguían el estilo de sus maestros (Rubén Darío o Julio Herrera y Reissig, entre otros). Ahora bien, su escritura fue mucho más allá de la imitación. Acogió en el seno de sus poemas elementos propios del modernismo como los lugares exóticos y lejanos, personajes mitológicos (hadas, musas, estatuas…), pero dio un nuevo significado a todos ellos y enriqueció así la recepción de sus textos.

## Publicación
Delmira Agustini se inició en la escritura muy temprano. A partir de 1902, a los dieciséis años, comenzó a publicar en periódicos y revistas de diversa índole, destacándose su labor en la revista La Alborada. Tuvo bastante éxito, por lo que preparó su primer libro de poemas, El libro blanco (Frágil), en 1907.
La poeta contó con una ayuda en su actividad creadora poco frecuente: la de sus padres. Tanto fue así, que sería su padre quien se ocuparía de ordenar y de pasar a limpio los poemas para, más tarde, continuar su hermano dicha tarea, tal y como apunta García Pinto (2012). Lo que parece claro, entonces, es que Agustini contó con una ayuda económica para dedicarse a lo que disfrutaba desde la calidez de su hogar y rodeada de personas que le transmitían su admiración y apoyo, hecho sorprendente dada la época.
El libro blanco consta de 52 composiciones en verso. Fue editado por Orsini M. Bertani y prologado por Manuel Medina Betancort, escritor y director de la revista La alborada, que, tal y como apunta Jill Kuhnheim (2001), «caracteriza a la autora continuamente como una "virgencita", aumentando los indicios de cómo debemos leer su obra; su poesía no es una amenaza sino un espectáculo». La portada es obra de Alphenore Goby. La recepción, pese a la falta de unidad de los poemas, recibió un gran número de críticas positivas (a partir del siguiente libro, Los cantos de la mañana, incluiría los comentarios laudatorios que fue recibiendo). A partir de entonces y pese a haber sido capaz de hacerse un hueco entre los intelectuales de la época, retomó la escritura en periódicos y suplementos literarios.

## Temas
A lo largo del libro, la autora trata temas vinculados a la escritura y a la expresión del deseo femenino, hecho especialmente significativo teniendo en cuenta la época en la que se dio a conocer. Los críticos coinciden en que el tratamiento del amor en El libro blanco (Frágil) es reseñable por las diferencias que ofrece frente a otros poemarios. En el libro que nos ocupa se aprecia un tono optimista y desenfadado que dista mucho de lo oscuro y fatídico de sus siguientes publicaciones. Irán apareciendo imágenes propias del decadentismo francés y del onirismo simbolista que, posteriormente, dejaría huella en las vanguardias. De este modo, «Agustini manifiesta una preferencia por lo ambiguo, lo polivalente, los significados múltiples, la gama vastísima de grises que reproduce el espacio de incertidumbre en que se mueve el ser humano» (Bruña Bragado, 2005), demás, se aprecia la búsqueda de una poética personal, por lo que se va distanciando progresivamente de la estética previa (especialmente de cuestiones formales, abogando por el verso libre). El mimetismo de tópicos e imágenes corresponde a un juego, a un ejercicio poético que no resta importancia al resto de su producción. Procura rebelarse contra un esteticismo vacío a partir de un anhelo de libertad (extensible a otros aspectos de su vida). Bruña Bragado (2005) ha querido ver en esta voluntad de cambio una forma distinta de entender la literatura y la vida:
La coyuntura que niega a Agustini esa lucha directa por lo nuevo, por lo original, le posibilita sus relecturas de muchas de las fuentes del modernismo (Baudelaire, Poe...). De ahí que me parezcan de singular importancia los diálogos que establece con la tradición y que están signados por esta diferencia
Cabe señalar, asimismo, el uso del registro religioso no solo como tópico de la poesía mística, sino como recurso para expresar su deseo (no de Dios, pero sí de la creación). Se transita de una retórica espiritual a una abiertamente erótica al final del poemario que se aleja de la razón y salva al sujeto: «El descubrimiento insospechado del amor, del sentimiento —del lenguaje erótico— salva al sujeto de la melancolía y la soledad y, en su sacudimiento, lo transporta al gozo, la alegría y el placer, exaltados como los valores supremos de la vida» (Bruña Bragado, 2005).
En definitiva, Delmira Agustini fue desarrollando un estilo íntimo y personal en su segundo poemario que se basó, fundamentalmente, en distanciarse de los modelos previos para dar con una voz propia capaz de transmitir lo que hasta entonces había permanecido silenciado: la mujer como agente del deseo, el gusto por lo fragmentario y la voluntad de expresar la pulsión erótica femenina.

## Perspectivas
Es frecuente encontrar en la obra de Agustini composiciones en las que el sujeto poético podría ser la misma autora, es decir, en las que decide asumir una perspectiva abiertamente femenina. En ''El libro blanco (Frágil)'' no es tan frecuente, dado que los maestros a los que seguía de cerca empleaban la figura poética femenina como mera convención literaria. Con todo, no está exento de ejemplos. Mirta Fernández dos Santos (2020) llama la atención sobre ello:
Si bien a lo largo de El libro blanco (Frágil) prevalece la vaguedad o la identificación del sujeto lírico/protagonista de las composiciones con lo masculino, en los siete poemas que se ubican al final del libro, recogidos en la subsección denominada «Orla rosa», tiene lugar un cambio muy significativo en lo que atañe a la determinación del género de la voz poética: por primera vez Agustini deja de utilizar máscaras masculinas para negociar con su ansiedad de autoría y enuncia en femenino y en primera persona.
Cabe recordar que la imagen finisecular de la mujer estaba polarizada y encontrar su posición (especialmente como artista) era una ardua tarea. La ''femme fatale'', mujer entregada a las pasiones y de atractivo sexual quedaba, por tanto, enfrentada al ángel del hogar burgués (lo socialmente aceptado), de ahí que sorprendiera el erotismo exacerbado del que hacía gala Agustini en su poesía y que fuera un sujeto lírico femenino el que dominara parte de las composiciones. Sujeto lírico que, por cierto, se mostraba activo en la relación de pareja.
De hecho, para Bruña Bragado (2005) «los sujetos distintos del yo no son sino proyecciones de este», de manera que el sujeto «ya no busca una identificación, sino que pugna por convertirse en aquello que identifica». Se juega con imágenes especulares y con el distanciamiento como recursos para el autorreconocimiento y para diluir la frontera entre el «tú» y el «yo».